# Chuuk

Bandeira de Chuuk

Chuuk — anteriormente chamada de Truk, Ruk, Hogoleu, Hugulat e Lugulus — é um grupo de ilhas no sudoeste do Oceano Pacífico, um dos quatro estados que compõem os Estados Federados da Micronésia, junto com Kosrae, Pohnpei e Yap e o mais populoso destes Estados.
Geograficamente, também faz parte do grupo das Ilhas Carolinas. Seu nome significa Montanha no dialeto nativo e, até 1990, era conhecido como Truk.